# Гольф на летней Универсиаде 2011
Соревнования по гольфу на летней Универсиаде 2011 прошли с 17 по 20 августа 2011 года в Шэньчжэне Китай, где было разыграно 4 комплекта наград.

## Общий медальный зачёт
| Место | Страна           | Золото | Серебро | Бронза | Всего |
| ----- | ---------------- | ------ | ------- | ------ | ----- |
| 1     | Япония           | 2      | 1       | 0      | 3     |
| 2     | Китайский Тайбэй | 2      | 0       | 0      | 2     |
| 3     | Китай            | 0      | 1       | 0      | 1     |
| 3     | Италия           | 0      | 1       | 0      | 1     |
| 3     | Чехия            | 0      | 1       | 0      | 1     |
| 6     | Республика Корея | 0      | 0       | 1      | 1     |
| 6     | Мексика          | 0      | 0       | 1      | 0     |
| 6     | США              | 0      | 0       | 1      | 1     |
| Всего | Всего            | 4      | 4       | 4      | 12    |

## Медалисты
| Дисциплина                                                 | Золото                      | Серебро                  | Бронза                  |
| ---------------------------------------------------------- | --------------------------- | ------------------------ | ----------------------- |
| Мужчины. Личные соревнования Отчёт (недоступная ссылка)    | Хидэки Мацуяма Япония       | Ёсинори Фудзимото Япония | Андреа Бологнези Италия |
| Женщины. Личные соревнования Отчёт (недоступная ссылка)    | Линь Цзыци Китайский Тайбэй | Катерина Рузикова Чехия  | Ко Минджон Южная Корея  |
| Мужчины. Командные соревнования Отчёт (недоступная ссылка) | Япония                      | Италия                   | Мексика                 |
| Женщины. Командные соревнования Отчёт (недоступная ссылка) | Китайский Тайбэй            | КНР                      | США                     |

## Ссылка
- Турнир по гольфу на сайте Универсиады 2011  (англ.)